# Anchusa samothracica
Anchusa samothracica là loài thực vật có hoa trong họ Mồ hôi. Loài này được Bigazzi & Selvi mô tả khoa học đầu tiên năm 2000.